# Barañain
Barañain è un comune spagnolo di 22 295 abitanti situato nella comunità autonoma della Navarra. È la terza città più popolata della Navarra e fa parte dell'agglomerazione di Pamplona.

## Amministrazione

### Gemellaggi
- Caimito